# Elciu
Elciu – wieś w Rumunii, w okręgu Kluż, w gminie Recea-Cristur. W 2011 roku liczyła 119 mieszkańców.